# چاپایوو (آلماتی)
چاپایوو (به قزاقی: Chapayevo) یک منطقهٔ مسکونی در قزاقستان است که در استان آلماتی واقع شده‌است.